# Chiesa del Santissimo Salvatore (Naro)
La chiesa del Santissimo Salvatore, conosciuta anche come "'A Batìa" (in siciliano) è un luogo di culto cattolico situato a Naro, comune della provincia di Agrigento in Sicilia.

## Storia
Fu costruita nel 1398, nel periodo in cui il re Martino il Giovane e l'infante Maria dimorarono in Naro, insieme all'annesso monastero delle monache benedettine, oggi non più esistente poiché abbattuto per far spazio ad una scuola elementare.
La chiesa fu rimaneggiata nel 1530 e completamente rinnovata nel periodo barocco (tra il secolo XVII e il secolo XVIII).
L'edificio si trova in stato di abbandono ed è chiuso al pubblico e subisce infiltrazioni d'acqua che ne indeboliscono la struttura.
Attualmente è puntellata esternamente , ma il 19 Ottobre sono iniziati i lavori di restauro, e sono stati completati il 12 Dicembre dello stesso anno(2016).

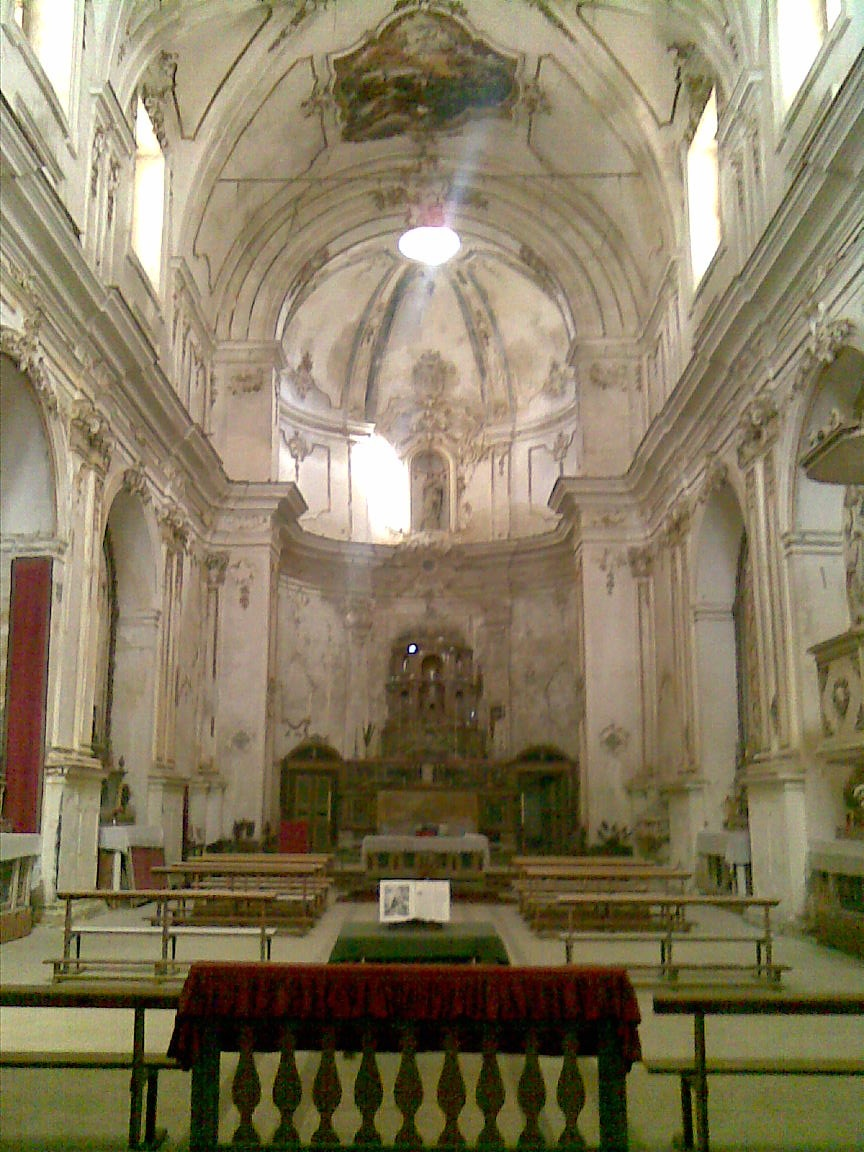
L'interno della chiesa del Santissimo Salvatore.

## Descrizione
La facciata attuale si presenta a duplice ordine con la parte inferiore ricca di intagli tufacei di gusto spagnolesco, con due nicchie nelle quali si trovano le statue di San Benedetto da Norcia sulla sinistra e di Santa Scolastica sulla destra.
L'interno si presenta ad unica navata e vi sono conservati due sarcofagi, uno di porfido nero che racchiude i resti di Giuseppe Lucchesi, marchese di Delia e un altro, di marmo bianco, che racchiude i resti del figlio Assuero. All'interno vi si trova altresì il corpo di san Torpedo, molto venerato dai devoti di san Calogero.
L'altare maggiore, del 1795, è in legno e fu intagliato e lavorato da Giosuè Durando e Nicolò Bagnasco. Si possono anche apprezzare una Madonna del Rosario del 1498; una Madonna di Trapani del secolo XVI, posta sopra l'altare maggiore, le settecentesche statue di San Benedetto e Sant'Eligio, un Crocifisso, anch'esso settecentesco e un dipinto della Natività, ultimo rimasto all'interno della chiesa dei sei quadroni dipinti nel 1735 da padre Domenico Di Miceli.